# Jules Ajodhia
Jules Rattankoemar Ajodhia (Wanica, Surinam, 27 de enero de 1945 - 29 de marzo de 2024) fue un político surinamés, que ejerció como Primer ministro de su país durante el período 1991-1996 y 2000-2005, afiliado al partido hindú Frente para la Democracia y el Desarrollo.

## Biografía
Jules Ajodhia nació en el pueblo de Wanica, Guayana Neerlandesa, hoy Surinam, de nacionalidad Hindú. Estudió Derecho en la Universidad de Surinam. Se dedica a la Asociación Dewaker Arya, donde consigue ser su presidente. Ajodhia ocupó el cargo de comisionado del condado desde 1978 hasta 1988. 
En 1988 el partido Frente para la Democracia y el Desarrollo (VHP-en siglas holandesas) le invita a ocupar el cargo de ministro de Justicia y Policía, durante el gobierno de Ramsewak Shankar. Este mandato se prolongó hasta el 24 de diciembre de 1990, cuando el Golpe del Teléfono derroca a Shankar y Ajodhia es destituido. Tras la celebración de elecciones libres en 1991 el vencedor, Ronald Venetiaan, lo nombra primer ministro para el período 1991-1996. 
Venetiaan, junto a Ajodhia, se plantó las siguientes metas:
- Poner fin a la Guerra Civil
- Reducción de las Fuerzas armadas, de 4000 a 2000 efectivos
- Deposición de Desi Bouterse del mando.

Tras haber acabado el gobierno de Venetiaan en 1996, se convierte en profesor de la Universidad de Surinam, papel que desempeña hasta 2000, enseñando Derecho constitucional y Derecho Administrativo.
En 2000 tras la celebración de elecciones anticipadas y la suspensión del cargo constitucional al presidente Jules Wijdenbosch, Ajodhia se convierte nuevamente en primer ministro de la Nación gracias al vencedor Ronald Venetiaan. Este período tuvo como objetivo enjuiciar a todos los líderes corruptos del gobierno anterior. También se llevó a cabo el enjuiciamiento de Bouterse por los actos de los Asesinatos de Diciembre de 1982.
Tras su salida del poder el 25 de mayo de 2005, le sucedió el oficialista Ram Sardjoe. Tras haber ganado en las elecciones legislativas de ese mismo año, es nombrado diputado de la Asamblea Nacional de Surinam por su partido, el Frente Para la Democracia y el Desarrollo.
Recibió en Holanda la Orden de Honor de la Estrella Amarilla. Está casado con Lucía Kamlawatie Baldew, y juntos tienen 3 hijos, 2 niños y una niña.